# Знамено миру

Центральний елемент «Знамена миру»

Знамено миру - символ Пакту Реріха, першого в історії міжнародного договору про захист художніх і наукових закладів та історичних пам'яток (15 квітня 1935 року).

## Автор знака «Знамено Миру»
Даний знак був запропонований М. К. Реріхом для міжнародного Пакту з охорони культурних цінностей. На його думку цей знак:

«Має величезну старовину і зустрічається у всьому світі, тому не може бути обмежений будь-якою сектою, релігією або традицією, бо він представляє еволюцію свідомості у всіх її фазах».
Оригінальний текст (англ.)
«It has existed for immeasurable periods of time and is to be found throughout the world. No one therefore can pretend that it belongs to any particular sect, confession, or tradition, and it represents the evolution of consciousness in all its varied phases ».

## Опис знака «Знамено Миру»

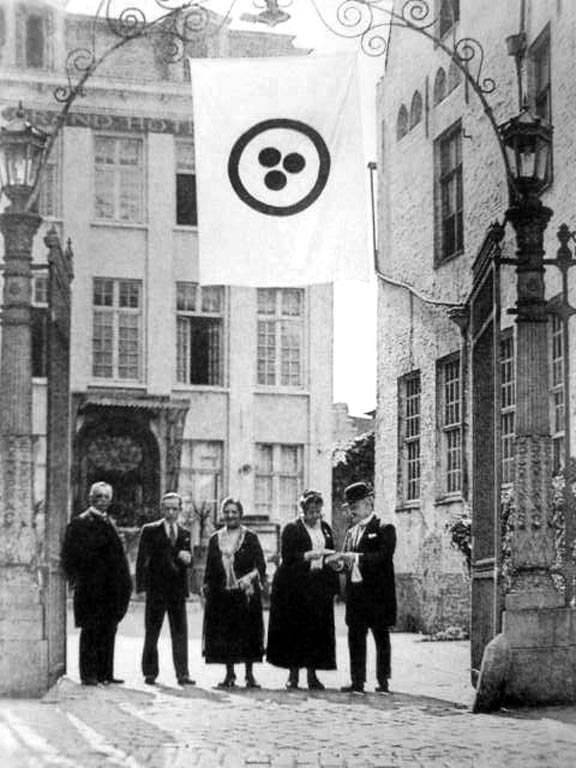
Делегати другої міжнародної конференції присвяченої Пакту Реріха. Брюгге, серпень 1932 рік. Над ними висить Знамено миру.

Микола Реріх описує створений ним знак і його символіку в наступних образних висловах:
 «... запропоноване Знамено є символ всього Світу, не однієї країни, але всього цивілізованого Світу.
Запропоноване Знамено має на білому фоні в колі три сполучені амарантові Сфери як символ Вічності і Єднання. Хоча ми не знаємо, коли саме це Знамено буде майоріти над усіма культурними пам'ятками, але безсумнівно, що насіння вже доросло. Воно вже привернуло увагу великих умів і спрямовується від серця до серця, пробуджуючи ще раз серед людських множин ідею миру і доброзичливості.» 
 «Просять зібрати, де є знаки нашого Знамена Миру. Знак триединости виявився розкинутим по всьому світу. Тепер пояснюють його різно - одні кажуть, що це минуле, сьогодення і майбутнє, об'єднані кільцем вічності. Для інших ближче пояснення, що це релігія, знання і мистецтво в кільці культури.» 
В офіційному тексті договору опис знака наводиться коротко і просто.

Стаття III
Для позначення пам'яток і закладів, зазначених у статті I, може бути використаний відмітний прапор (червоне коло з трьома колами в середині на білому фоні) відповідно до зразка, прикладеного до цього договору.
(Договір про охорону художніх і наукових закладів та історичних пам'яток (Пакт Реріха))

## Зображення знака «Знамено Миру»
За однією з версій, джерелом задуму М. К. Реріха по створенню знаку Знамена Миру є давньоруська ікона Андрія Рубльова.
В буддизмі схожий символ називається триратна.
М. К. Реріх наводить свідчення про наявність елементів знака Знамена миру в артефактах і образах великих подвижників людства:
 «Сьогодні пошта з різних країн принесла чимало знаків про рух нашого Пакту по охороні Культурних цінностей.
Надіслана копія з древньою ікони Святого Миколая Чудотворця "...", затверджена до друкування митрополитом Антонієм. З інших місць присланий знімок з видання друкарні Києво-Печерської Лаври шестидесятого року служба Преподобному Сергію, ігумену Радонежскому Чудотворцю. З Іспанії посилається знімок із зображення Святого Домінго з "Силоса" (археологічний музей Мадрида). Також з Іспанії надсилається зображення Святого Михайла, роботи Бартоломео Вермехо (1440). На всіх цих зображеннях можна бачити знак Знамено миру, що для багатьох буде корисно запам'ятати». 
 «В Храмі Неба теж виявився знак Знамена. Тамга Тамерлана складається з того ж знака. Знак трьох скарбів широко відомий по багатьох країнах Сходу. На грудях тибетки можна бачити велику фібулу, що являє собою знак. Такі ж фібули бачимо ми і в кавказьких знахідках, і в Скандинавії. Страсбурзька мадонна має знак цей так само, як і святі в Іспанії. На іконах Преподобного Сергія і Чудотворця Миколая той же знак. На грудях Христа, на знаменитій картині Мемлінга, знак відображений у вигляді великої нагрудної фібули. Коли перебираємо священні зображення Візантії, Риму, той же знак пов'язує Священні Образи по всьому світу». 

## Див. Також
- Реріх Микола Костянтинович
- Пакт Реріха
- День Землі
- Триратна